# メルボルンセントラル・ショッピングセンター
メルボルンセントラル（Melbourne Central）は、オーストラリアのメルボルンにあるショッピングセンター。

## 概要
1991年開業。低層の大型商業施設と高さ211mのオフィスビルから成る。メルボルンセントラル駅（地下）と直結しており、駅ビルの機能も持っている。設計は黒川紀章。開業時のメインテナントは大丸だったが、業績不振のため2002年に撤退した。   

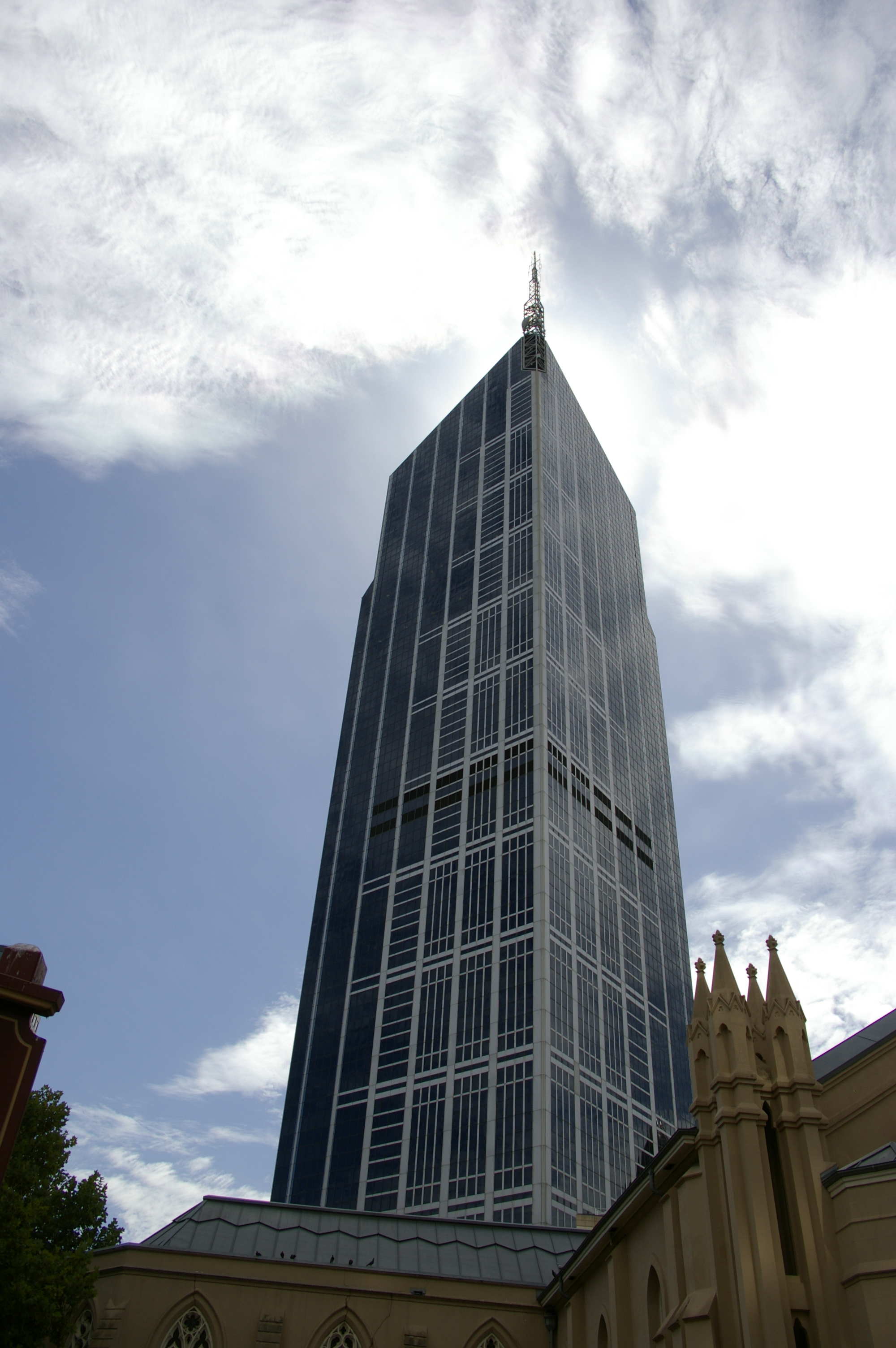
オフィス棟